# Xysticus advectus
Xysticus advectus är en spindelart som beskrevs av O. Pickard-Cambridge 1890. Xysticus advectus ingår i släktet Xysticus och familjen krabbspindlar. Inga underarter finns listade i Catalogue of Life.